# آخر الليل
آخر الليل، مجموعة شعرية من مؤلفات الشاعر العربي الفلسطيني محمود درويش، صدرت في عام 1967، عن مطبعة الجليل في عكا، فلسطين.